# Zapasy na Igrzyskach Wspólnoty Narodów 1982
Zapasy na Igrzyskach Wspólnoty Narodów 1982, odbyły się w Brisbane.

## Mężczyźni

### Styl wolny
| Kat. wagowa |                      |                      |                |
| ----------- | -------------------- | -------------------- | -------------- |
| 48 kg       | Ram Chander Singh    | Steve Reinsfield     | Maldwyn Cooper |
| 52 kg       | Mahabir Singh        | Ray Takahashi        | Ken Hoyt       |
| 57 kg       | Brian Aspen          | Ashok Kumar          | Chris Maddock  |
| 62 kg       | Bob Robinson         | Cris Brown           | Austine Atasie |
| 68 kg       | Jagmander Singh      | Zsigmond Kelevitz    | Lloyd Renken   |
| 74 kg       | Rajinder Singh       | Ken Reinsfield       | Brian Renken   |
| 82 kg       | Christopher Rinke    | Wally Koenig         | Jai Prakash    |
| 90 kg       | Clark Davis          | Kartar Dhillon Singh | Nigel Sargent  |
| 100 kg      | Richard Deschatelets | Satpal Singh         | Murray Avery   |
| 130 kg      | Wyatt Wishart        | Rajinder Singh       | Albert Patrick |

## Tabela medalowa
| Poz.    | Państwo       |    |    |    | Łącznie |
| 1       | Kanada        | 5  | 1  | 3  | 9       |
| 2       | Indie         | 4  | 4  | 1  | 9       |
| 3       | Anglia        | 1  | 0  | 0  | 1       |
| 4       | Australia     | 0  | 3  | 1  | 4       |
| 5       | Nowa Zelandia | 0  | 2  | 3  | 5       |
| 4       | Nigeria       | 0  | 0  | 1  | 1       |
| 5       | Szkocja       | 0  | 0  | 1  | 1       |
| Łącznie | Łącznie       | 10 | 10 | 10 | 30      |